# Ruda Lipiczańska
Ruda Lipiczańska (biał. Руда Ліпічанская; ros. Руда Липичанская) – wieś na Białorusi, w obwodzie grodzieńskim, w rejonie mostowskim, w sielsowiecie Kuryłowicze, przy lasach Puszczy Lipiczańskiej.
W dwudziestoleciu międzywojennym leżała w Polsce, w województwie nowogródzkim, powiecie szczuczyńskim (do 1929 w powiecie lidzkim), w gminie Orla.